# Leo Paret
Leo Paret (Izegem, 1 mei 1896 - Brugge, 21 maart 1976) was een Belgisch kunstschilder.

## Levensloop
Leo Paret was de zoon van een Izegemse schoenfabrikant. Hij doorliep de Grieks-Latijnse humaniora aan het koninklijk atheneum in Brugge en een schildersopleiding aan de Academie voor Schone Kunsten Brugge, onder de leiding van Flori Van Acker en Emile Rommelaere. Hij vervolgde met een opleiding aan de Koninklijke Academie voor Schone Kunsten van Antwerpen, onder de leiding van Franz Courtens en Isidore Opsomer. Daarna ging hij zich nog in Amsterdam bekwamen in de kunstsmederij. Hij werd vervolgens leraar aan de Brugse Kunstacademie.
Samen met Luc Wildemeersch en een juffrouw Dujardin was hij een van de inspiratoren om in Brugge een openluchtspel te organiseren, wat in 1938 leidde tot het Heilig Bloedspel door de redemptorist Jozef Boon.
Na de Tweede Wereldoorlog en tot in 1976 vestigde hij zich in Tiegem. Hij schilderde er de landschappen van de Vlaamse Ardennen, in de stijl van Valerius De Saedeleer. Hij stelde er ook tentoon in de buurt, zoals te Ronse tussen 21 oktober en 5 november in de Stedelijke Muziekacademie. Brugge was voor hem inspiratie voor vele stadsgezichten. Hij gaf bovenal de voorkeur aan religieuze onderwerpen. Hij behoorde trouwens, net als Albert Servaes, tot de Pelgrimbeweging.